# 蹦床

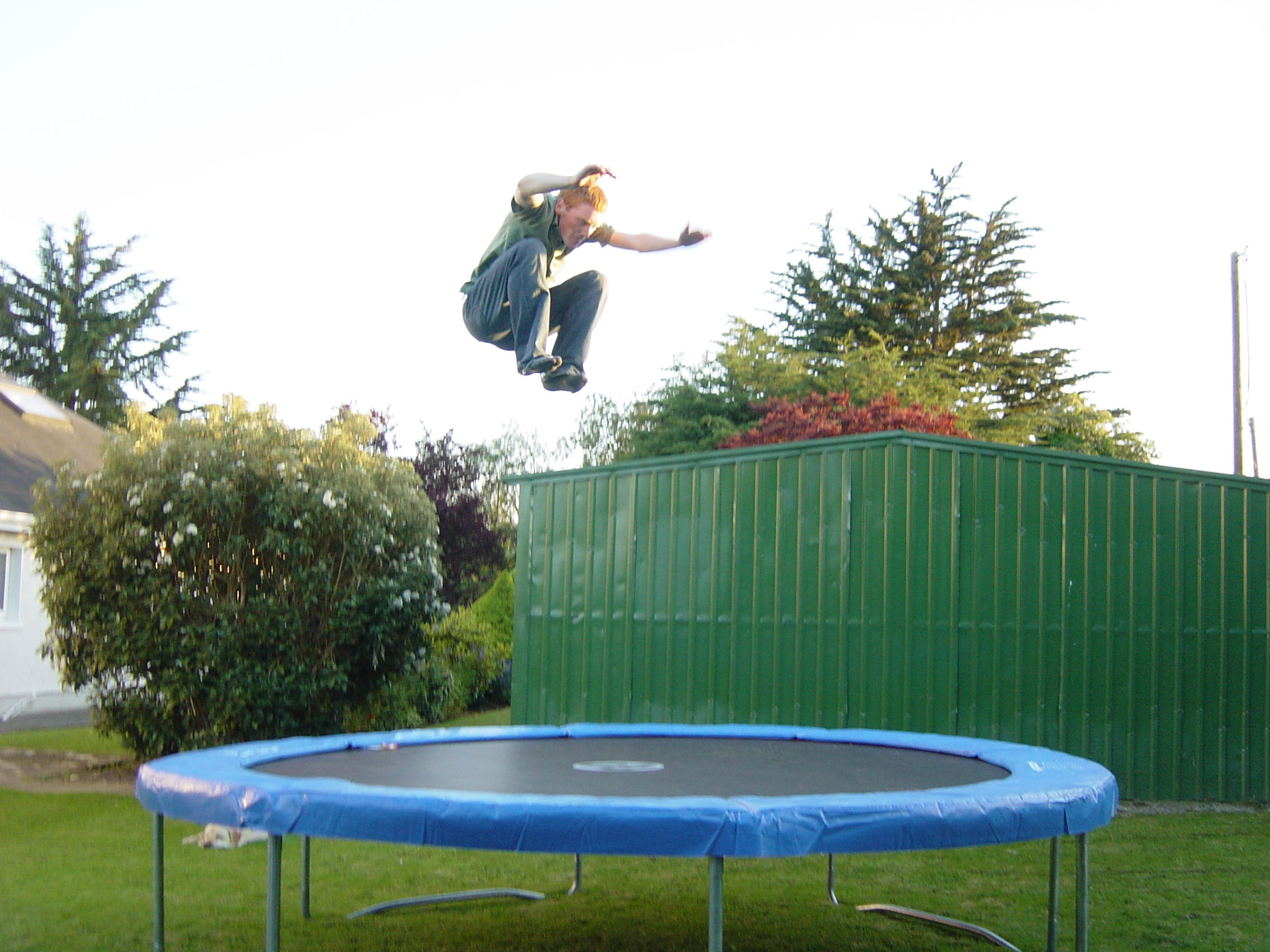
一名年轻人正在蹦床上蹦蹦跳跳

蹦床（trampoline）又称弹床、弹网，是一种由一块绷紧、坚固的纺织品製成的東西，纺织品放在钢架之间，即纺织品四周被钢架包圍，蹦床上裝有許多弹簧。很多人會在蹦床上蹦蹦跳跳。蹦床中的纺织品本身不具有弹性，其弹性由弹簧提供，而弹簧本身可以储存势能。